# Neothetalia canadiana
Neothetalia canadiana är en skalbaggsart som beskrevs av Klimaszewski in Klimaszewski och Pierre Joseph Pelletier 2004. Neothetalia canadiana ingår i släktet Neothetalia och familjen kortvingar. Inga underarter finns listade i Catalogue of Life.